# إرنست برونر
إرنست برونر هو مصور سويسري، ولد في 5 ديسمبر 1901 في ميتمنشتيتن في سويسرا، وتوفي في 1 يونيو 1979 في لوسرن في سويسرا.